# Artabotrys lastoursvillensis
Artabotrys lastoursvillensis är en kirimojaväxtart som beskrevs av François Pellegrin. Artabotrys lastoursvillensis ingår i släktet Artabotrys och familjen kirimojaväxter. Inga underarter finns listade i Catalogue of Life.